# Marpiccolo
Marpiccolo è un film del 2009 diretto da Alessandro Di Robilant.

## Trama
Tiziano è un adolescente che vive a Taranto e che si trova ad affrontare situazioni difficili: episodi di malavita, un padre col vizio del gioco, personaggi che tendono a legarlo al mondo della malavita e miseria. Tiziano è però affiancato anche da personaggi positivi che cercano di reindirizzarlo sulla retta: la madre, la fidanzata Stella, l'insegnante d'italiano e, quando finirà in carcere per omicidio, una guardia anziana del carcere stesso. Alla fine Tiziano decide di dare una svolta alla sua vita, partendo per Bologna con la sua fidanzata per ricominciare da zero.

## Colonna sonora
La colonna sonora originale è stata composta dai Mokadelic, già autori della colonne sonora di Come Dio comanda, di Gabriele Salvatores, e successivamente di ACAB - All cops are bastards, di Stefano Sollima. La colonna sonora, uscita nel 2009 contestualmente al film, è distribuita da CAM.

## Distribuzione
Il film è stato presentato in anteprima al Festival internazionale del film di Roma 2009 e successivamente è distribuito nelle sale cinematografiche, dal 15 novembre 2009.
Al film è legato il documentario Le case bianche girato dai registi Emanuele Tammaro e Mauro Ascione. Il documentario narra dell'intenso rapporto nato durante le riprese tra la troupe di Marpiccolo e il quartiere Paolo VI di Taranto dove il film è stato girato.

## Riconoscimenti
Giulio Beranek, per la sua interpretazione di Tiziano, ha ricevuto il Premio Bif&st 2010 come "giovane attore rivelazione".